# حصن الحمامات

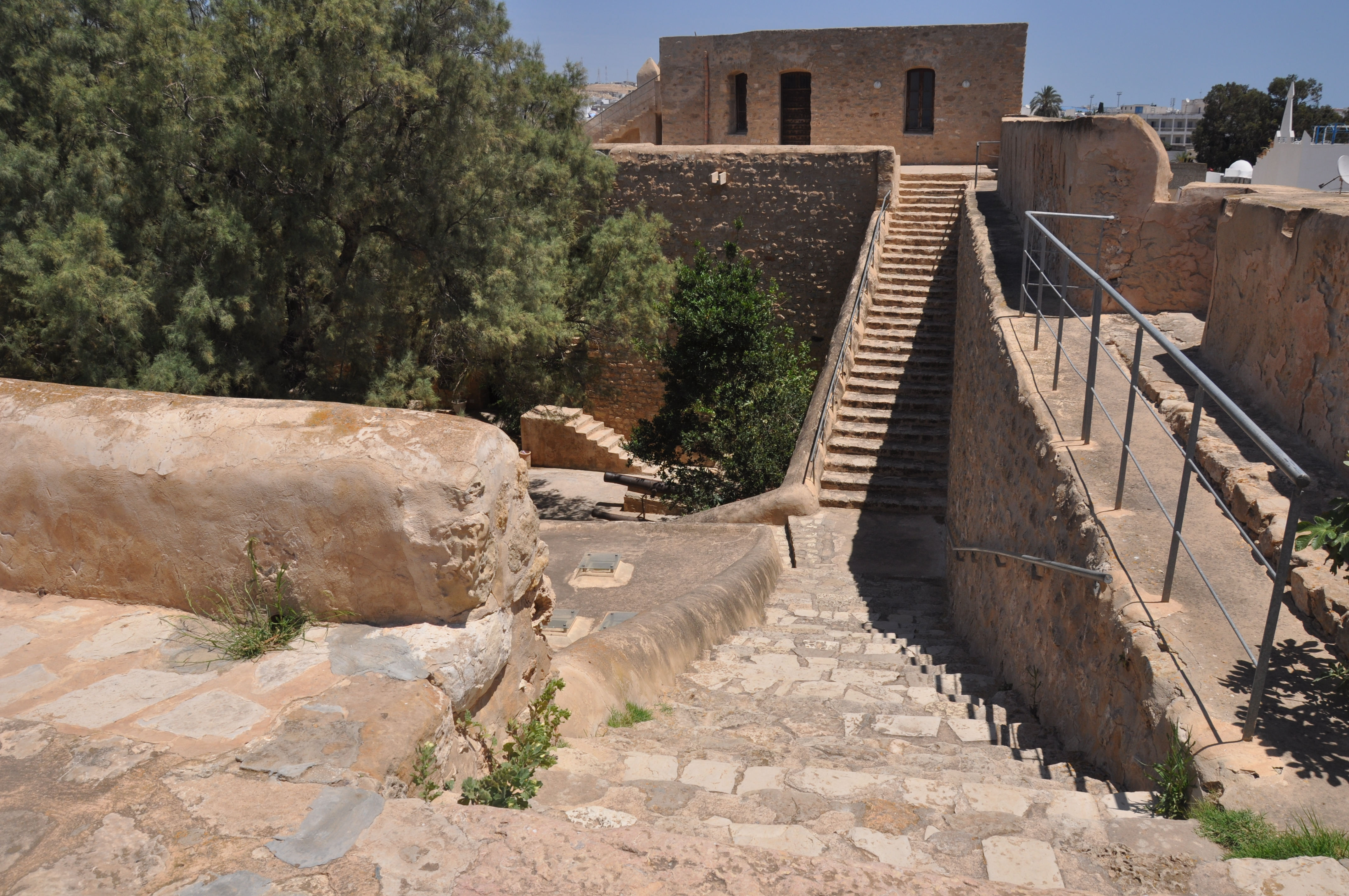
حصن الحمامات المطل على الشواطئ التونسية.

إنهّا إحدى القلاع المحصّنة المنتظمة على طول الشواطئ التونسية، وهي عبارة عن منشآت عسكريّة اتّخذت لحماية السواحل. شيّد هذا البرج سنة 893، ثمّ شملته حوالي سنة 1467 توسيعات كبيرة ليصلح أيضا لإقامة والي المدينة. وفي نهاية القرن السادس عشر، أدخلت عليه تغييرات هامّة قصد تهيئته للأسلحة النارية ثمّ أصبح هذا المعلم ثكنة بعد انتصاب الحماية الفرنسيّة على تونس.